# 何郝炬
何郝炬（1923年—2023年1月20日），男，四川成都人。中华人民共和国政治人物。

## 生平
1941年，担任中共冀鲁边区（渤海）区三地委组织部长。二地委书记，副书记，1946年，任渤海支前司令部前方办事处主任。1948年，任中共豫皖苏边区党委民运部副部长。1950年任中央交通部长江航运局重庆分局局长兼民生公司公股组组长。1958年，任国家建筑工程部副部长。1977年，任四川省人民政府副省长。1985年，任四川省人大常委会主任。

## 回忆录
- 何郝炬 著：《故人故事》，四川人民出版社，2012-01第一版，ISBN 9787220085383。